# Käärijä
Jere Pöyhönen (Helsínquia, 21 de Outubro de 1993), conhecido profissionalmente como Käärijä (pronunciado [ˈkæːrijæ]), é um rapper, cantor e compositor finlandês. Em 2020, lançou o seu álbum de estreia, «Fantastista». Representou a Finlândia no Festival Eurovisão da Canção de 2023 com a canção «Cha Cha Cha», vencendo o voto do público e ficando na 2ª posição geral final.[carece de fontes?]

## Carreira
Pöyhönen cresceu no bairro de Ruskeasanta da cidade de Vantaa, nos arredores de Helsínquia, como filho de Mikko e Arja Pöyhönen.[carece de fontes?] Descobriu a sua paixão pela música enquanto aprendia a tocar bateria com suas próprias panelas, frigideiras e chaleiras. Começou a produzir música em 2014. Sendo um tema recorrente na sua música, o seu nome artístico vem de uma piada com os seus amigos sobre jogos de azar — um dos seus hobbys favoritos — que deriva da frase kääriä rahaa, que significa "fazer dinheiro rápido ".
O cantor começou a lançar a sua música de forma independente até 2017, altura em que assinou com a editora discográfica Monsp Records, agora pertencente a Warner Music. Posteriormente, lançou o single duplo "Koppi tules" / "Nou roblem". No ano seguinte, lançou um extended play intitulado Peliä. Em 2020, foi lançado o seu álbum de estreia Fantastista.
A 11 de Janeiro de 2023, Käärijä foi anunciado como um dos sete participantes no Uuden Musiikin Kilpailu 2023, a seleção nacional finlandesa para o Festival Eurovisão da Canção 2023. A sua canção «Cha Cha Cha» foi escrita em conjunto com Aleksi Nurmi, Jukka Sorsa e Johannes Naukkarinen e foi lançada a 18 de Janeiro. A música, dividida em duas metades distintas, é sobre livrar-se dos estresses do dia-a-dia e dos medos de ser julgado ao entregar-se à pista de dança. No mesmo ano, a canção ganhou uma versão remix de Alan Walker.
Antes do Eurovision, a empresa finlandesa de software Zoan criou uma experiência dentro do popular videogame online Fortnite, onde os jogadores podem visitar uma renderização virtual da famosa Praça do Senado de Helsinque com placas e palcos de Käärijä.

## Estilo artístico e influências
A imagem de Pöyhönen como Käärijä começou com um corte tigela e um terno amarelo, mas durante as apresentações ele ficava muito quente, tirava o terno e se apresentava quase sempre sem camisa, o que se tornou parte de sua marca.[carece de fontes?] Hoje, ele mostra uma figura levemente distinta com seu icônico bolero verde neon e muito uso da cor preto, principalmente couro.
Nas redes sociais, Pöyhönen usa o nome de Paidaton Riehuja, que se traduz em "furioso sem camisa", e é uma referência à sua música punk rap de mesmo título. Ele expressou sua crença de que fazer topless deve ser aceitável, independentemente da forma ou tamanho do corpo.[carece de fontes?] Pöyhönen também descreveu Rammstein como uma grande influência dele, tendo uma logo semelhante à da banda tatuada em seu peito.
Um misterioso doppelgänger vestido de terno amarelo, também conhecido como "Häärijä" (ou "Paidaton Kriehuja" nas redes sociais), é visto em conexão com Käärijä.

## Vida Pessoal
Pöyhönen falou sobre sofrer de colite ulcerosa desde a adolescência, culminando em uma cirurgia de emergência para remoção do intestino grosso em 2014. As cicatrizes da estoma que ele teve que usar por cinco meses depois do procedimento ainda são visíveis na parte inferior de sua barriga. Ele afirmou que quer ser aberto sobre sua experiência com a doença, para encorajar outras pessoas a fazerem exames, além de mostrar não ter vergonha de suas cicatrizes ao se apresentar sem camisa.
Antes de se concentrar em sua carreira musical, Pöyhönen jogou hóquei no gelo por anos.

## Discografia

### EP
- 2018 – Pelia
- 2023 – Cha Cha Cha Mixtape

### Álbuns de estúdio
| Título      | Detalhes                                                 | Posições de topo nas listas |
| Título      | Detalhes                                                 | Finlândia ·                 |
| ----------- | -------------------------------------------------------- | --------------------------- |
| Fantastista | - Lançamento: 2020 - Editora discográfica: Monsp Records | 50                          |

### Singles
| Título                               | Ano  | Posições de topo nas listas | Álbum       |
| Título                               | Ano  | Finlândia ·                 | Álbum       |
| ------------------------------------ | ---- | --------------------------- | ----------- |
| "Heila" (featuring Urho Ghettonen)   | 2016 | —                           | Sem álbum   |
| "Urheilujätkä" (featuring Jeskiedes) | 2016 | —                           | Sem álbum   |
| "Puun takaa"                         | 2016 | —                           | Sem álbum   |
| "Tuuliviiri"                         | 2017 | —                           | Sem álbum   |
| "Ajoa"                               | 2017 | —                           | Sem álbum   |
| "Koppi tules" / "Nou roblem"         | 2017 | —                           | Sem álbum   |
| "Klo23"                              | 2018 | —                           | Peliä       |
| "Puuta heinää"                       | 2018 | —                           | Peliä       |
| "Viulunkieli"                        | 2018 | —                           | Fantastista |
| "Rock rock"                          | 2019 | —                           | Fantastista |
| "Hirttää kiinni"                     | 2019 | —                           | Fantastista |
| "Mic mac"                            | 2019 | —                           | Fantastista |
| "Paidaton riehuja"                   | 2020 | —                           | Sem álbum   |
| "Menestynyt yksilö"                  | 2021 | —                           | Sem álbum   |
| "Siitä viis"                         | 2021 | —                           | Sem álbum   |
| "Välikuolema"                        | 2022 | —                           | Sem álbum   |
| "Cha Cha Cha"                        | 2023 | 2                           | Sem álbum   |